# Puente de Génave
Puente de Génave ist ein südspanischer Ort und eine Gemeinde (municipio) mit insgesamt 2.188 Einwohnern (Stand: 2024) im Süden der Provinz Jaén in der autonomen Region Andalusien. Neben dem Hauptort Puente de Génave besteht die Gemeinde aus der Ortschaft Peñolite.

## Lage
Puente de Génave liegt in der Sierra de Segura gut 150 km (Fahrtstrecke) nordöstlich der Provinzhauptstadt Jaén in einer Höhe von ca. 540 m.
Das Klima im Winter ist gemäßigt, im Sommer dagegen warm bis heiß; die relativ geringen Niederschlagsmengen (ca. 602 mm/Jahr) fallen – mit Ausnahme der nahezu regenlosen Sommermonate – verteilt übers ganze Jahr.

## Bevölkerungsentwicklung
| Jahr      | 1970  | 1980  | 1990  | 2000  | 2010  | 2020  |
| --------- | ----- | ----- | ----- | ----- | ----- | ----- |
| Einwohner | 2.344 | 2.072 | 2.064 | 2.048 | 2.279 | 2.156 |

Der deutliche Bevölkerungsrückgang in der zweiten Hälfte des 20. Jahrhunderts ist im Wesentlichen auf die Mechanisierung der Landwirtschaft und den damit einhergehenden Verlust an Arbeitsplätzen zurückzuführen.

## Sehenswürdigkeiten
- Isidorkirche (Iglesia de San Isidro)
- Rathaus

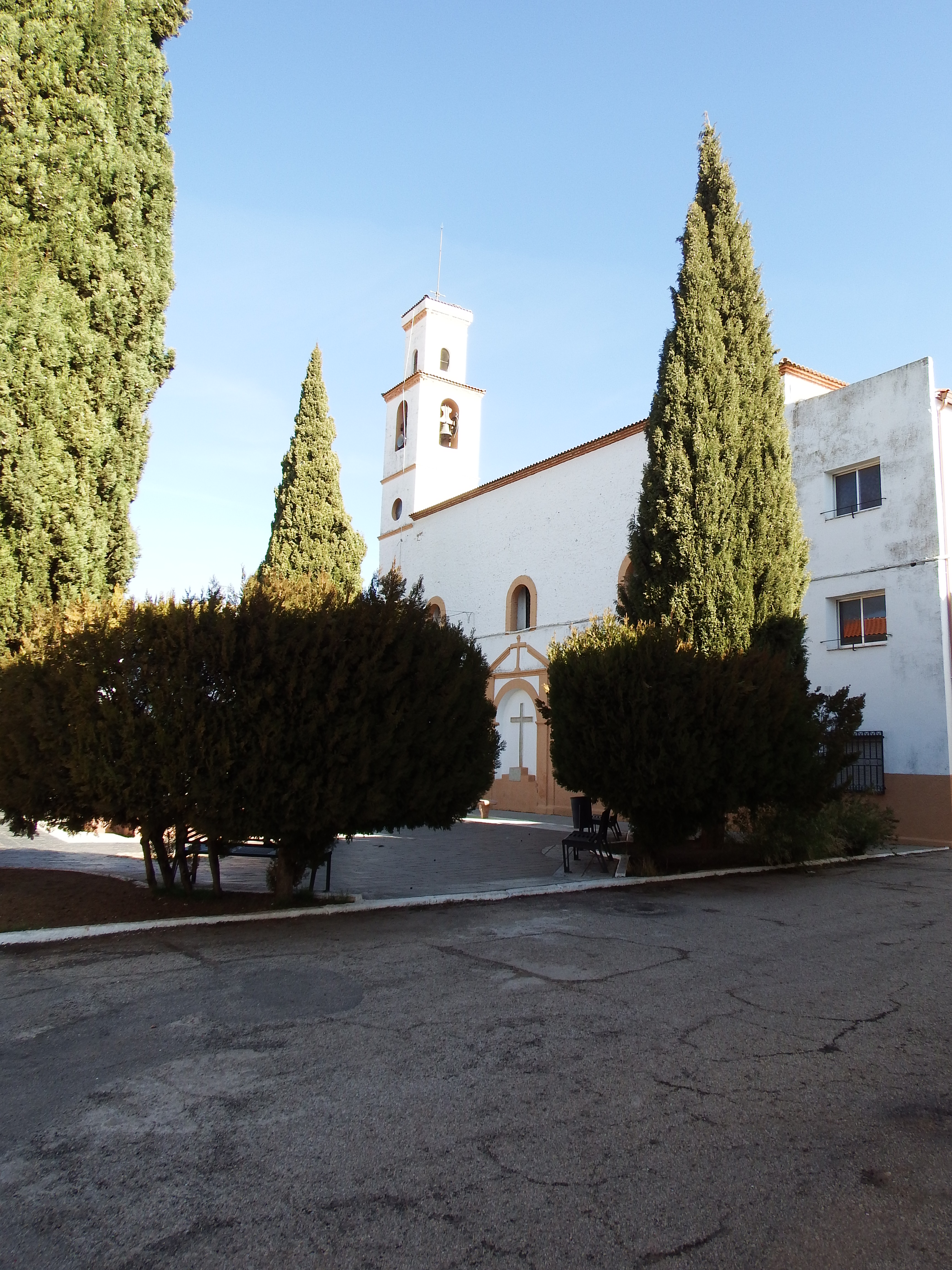
Isidorkirche
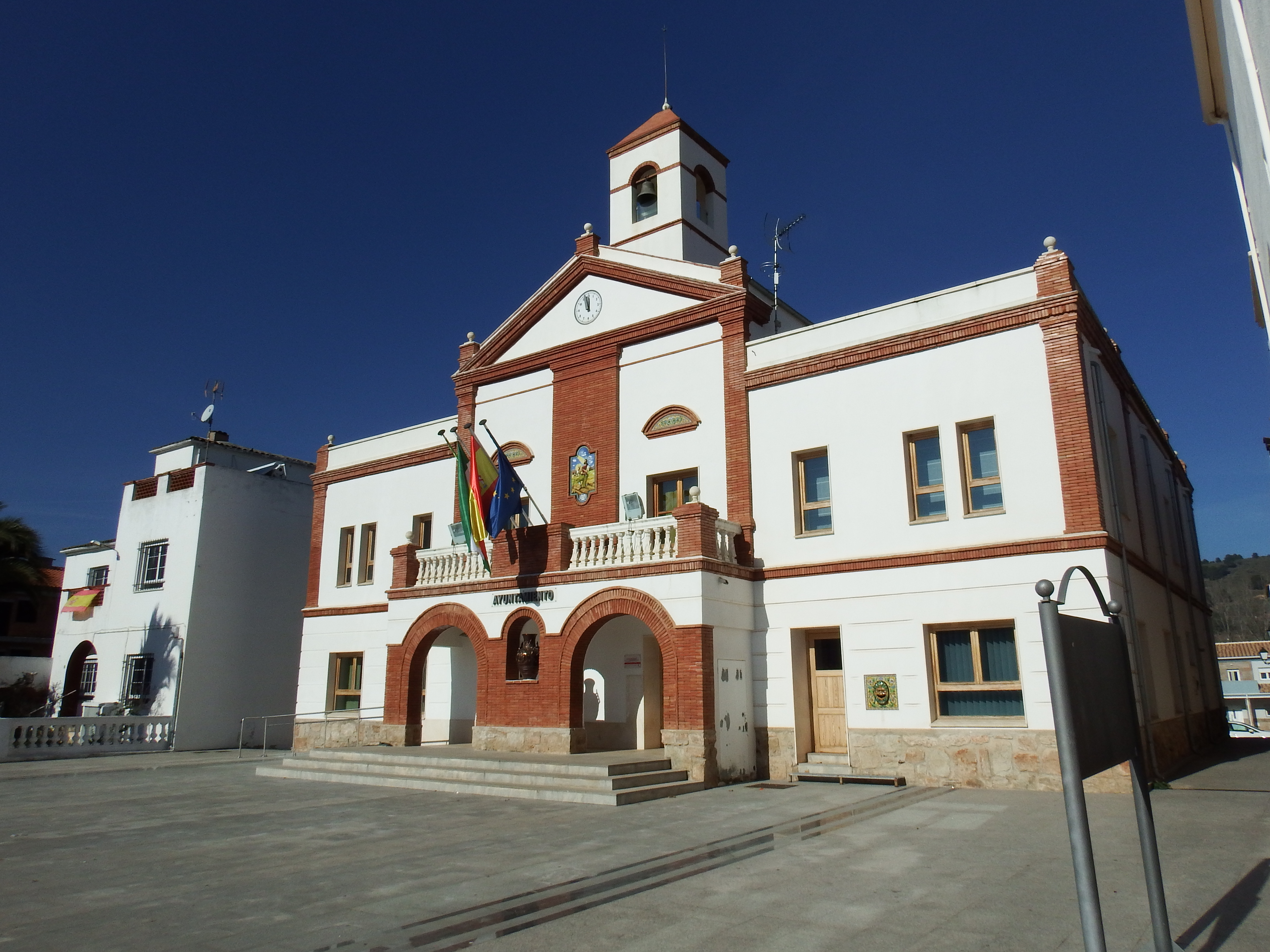
Rathaus